# Fort Stanwix
Le Fort Stanwix était un fort colonial dont la construction débuta le 26 août 1758 sous les ordres du général John Stanwix à un endroit aujourd'hui nommé Rome près de New York aux États-Unis.

## Histoire
Le fort défendait un ancien lieu de portage utilisé lors de la guerre de Sept Ans. Le fort ne fut achevé qu'en 1762 et fut abandonné en 1768. Cette année-là, il accueillit la signature d'un traité important entre les britanniques et les amérindiens Iroquois (Traité de Fort Stanwix) avant d'être abandonné. Ce traité redéfinissait avec les indiens la frontière jusqu'où les colons européens pouvaient s'aventurer. Les indiens offrirent ainsi le territoire du Kentucky aux blancs bien que les tribus présentes à cet endroit (Shawnee, Delaware, et Cherokee) n'étaient pas représentées… Le traité n'amenait pas une paix définitive mais était juste une trêve avant d'autres hostilités.

### Fort Schuyler
Le fort fut occupé à nouveau en juillet 1776 par le colonel Elias Dayton. Il fut reconstruit et se fit renommer Fort Schulyer bien que beaucoup de personnes continuèrent à employer son nom initial. 
En août 1777, le fort fut assiégé par les forces britanniques du général de brigade Barry St. Leger. Le commandant du fort, le colonel Peter Gansevoort, refusa de se rendre et le siège débuta.
Pendant ce temps, lors de la bataille d'Oriskany, l'armée américaine commandée par le général Nicholas Herkimer bataillait à proximité contre des britanniques aidés d'indiens. Alors que les assiégeants anglais participaient à la bataille pour aider les leurs, l'armée américaine du fort fit une sortie pour attaquer le camp anglais. Celui-ci fut détruit ainsi que le matériel qu'il abritait. Les Anglais furent démoralisés et affaiblis. Les Anglais prirent la fuite vers le Canada à la suite de l'arrivée imminente d'une nouvelle colonne armée américaine menée par le général Benedict Arnold. Cette victoire contribua plus tard à la défaite britannique lors de la bataille de Saratoga.
Le fort fut victime d'un incendie en mai 1781 et ne fut pas reconstruit. Un second traité se fit toutefois dans le fort en 1784 entre les américains et les indiens. Durant la guerre de 1812, un blockhouse fut construit à cet endroit mais il fut démantelé en 1828.

### Époque moderne
Le fort fut désigné National Historic Landmark en 1962 et devint monument national en 1966. Il fut reconstruit entre 1974 et 1978 par le National Park Service.